# إدغار توماس كونلي
إدغار توماس كونلي (بالإنجليزية: Edgar Thomas Conley) هو عسكري أمريكي، ولد في 12 أبريل 1874 في مقاطعة مونتغومري في الولايات المتحدة، وتوفي في 21 أغسطس 1956.